# Arbício
Flávio Arbício (em latim: Flavius Arbitius) foi um oficial romano do século IV, ativo durante o reinado dos imperadores Constantino (r. 306–337) e Constâncio II (r. 337–361). Serviu como duque e mestre da cavalaria e foi elevado em 355 à posição de cônsul. Ele conspirou ao lado de outros oficiais de Constâncio para derrubar Ursicino e o césar Constâncio Galo.

## Biografia
Arbício iniciou sua carreira como soldado comum e sob Constantino tornar-se-ia general, talvez como duque. Sob Constâncio II (r. 337–361), tornou-se mestre da cavalaria, mas é incerto quando; pensa-se que já ocupava essa posição em 351, na guerra contra o usurpador Magnêncio (r. 350–353). Em 354, estava na corte, onde organizou uma conspiração para derrubar o césar Constâncio Galo e ao mesmo tempo eliminar Ursicino, um dos talentosos comandantes de Galo. Constâncio tinha dúvidas sobre o governo de Galo, que era tirânico e odiado pelo povo, e queria removê-lo de seu posto chamando-o a Mediolano. Arbício e seus cúmplices - Amiano Marcelino dá os nomes de Dinâmio, Picêncio, Rufo Caio Ceônio Volusiano Lampádio e Eusébio - sugeriram a Constâncio que Ursicino, através de agentes, incitaria uma revolta contra Galo que terminaria com sua elevação ao trono. Constâncio convocou Ursicino a Mediolano onde seu tribunal decidiu por sua execução, porém o imperador decidiu adiar a sentença. No ínterim, Galo foi preso e levado para Pola enquanto Eusébio e Arbício foram enviados para Aquileia onde integraram-se entre os soldados de Galo para julgar os colaboradores do césar deposto.
Em 355, quando tornou-se cônsul anterior ao lado de Loliano Mavórcio, estava na Gália com Constâncio, em campanha contra os alamanos. Nessa campanha, Arbício conseguiu convencer o imperador, depois de longa discussão, a dar-lhe o comando de uma pequena ação contra os alamanos lentienses na margem sul do lago de Constança. Quando o mestre dos soldados da Gália Cláudio Silvano foi acusado de traição, Arbício sugeriu que Constâncio deveria ser rígido com ele; Amiano Marcelino sugere que Arbício era rival de Silvano. Arbício sofreu a acusação de alta traição do conde Veríssimo em 356, mas conseguiu ser absolvido. Em 359, Arbício montou um julgamento simulado contra o mestre da infantaria Barbácio, acusando-o de traição devido a uma carta escrita a ele por sua esposa que havia chegado nas mãos de Arbício através da traição de um escravo; Barbácio foi condenado à morte.
No mesmo ano, a fortaleza oriental de Amida (atual Diarbaquir) caiu ao xá Sapor II (r. 309–379) e Arbício e Florêncio foram enviados para investigar as causas da derrota: o mestre da cavalaria Sabiniano, recém-nomeado ao posto de Barbácio sob pressão de Eusébio, foi o responsável por impedir uma surtida de Ursicino para defender a importante fortaleza, e em geral não defendeu ativamente Amida, mas Arbício, por medo de seu patrono, não quis julgá-lo. No entanto, a culpa recaiu sobre Ursicino que teve que se demitir e aposentar-se para a vida privada. Arbício seguiu Constâncio em sua campanha contra Sapor: juntamente com Agilão foi encarregado de defender a fronteira do rio Tigre. Após completar a ação com um impasse, acompanhou o imperador ao Ocidente contra o césar Juliano que havia proclamado-se augusto: junto com Gomoário tentou detê-lo sem sucesso. Quando Constâncio morreu em 5 de outubro, Arbício estava com ele.
Neste mesmo ano, Arbício foi nomeado presidente do Tribunal da Calcedônia por Juliano. Nesta função foi responsável pela condenação de Paulo Catena e muitos ministros e seguidores de Constâncio. Arbício não participou na campanha persa de Juliano, mas retirou-se para viver como um cidadão privado; é citado numa placa de bronze (XI 67202). Dois anos após a morte de Juliano, uma parente materna de Juliano chamou Procópio para tentar usurpar o Império do Oriente. Arbício foi atraído por Procópio, mas ignorou seu apelo que, em resposta, confiscou suas propriedades. Isso levou Arbício a juntar-se a Valente, adversário de Procópio, que o nomeou mestre dos soldados. Na campanha subsequente, Arbício convenceu Gomoário, um general de Procópio e seu velho amigo, a desertar em nome de Valente. Posteriormente, Procópio foi abandonado pela maioria de suas tropas, e tentou escapar de seu destino, mas foi levado diante de Valente que executou tanto o usurpador como seus traidores.

## Avaliação
Arbício é descrito por Amiano Marcelino como duro e injusto e um inveterado conspirador contra potenciais rivais como Ursicino, Silvano e Barbácio. Também é dito que enriqueceu às custas da propriedade de suas vítimas.